# Stegron
Stegron est un super-vilain créé par Marvel Comics. Il est apparu pour la première fois dans Marvel Team-Up #19, en 1974.

## Origine
Le docteur Vincent Stegron était employé par le SHIELD pour travailler avec le docteur Curt Connors (le Lézard), sur l'étude des dinosaures de la Terre sauvage. En se basant sur les travaux de Connors, Stegron s'injecta l'ADN des animaux et se transforma en monstre reptilien.
Désirant transformer l'humanité en nouvelle race reptilienne, il partit pour NYC avec quelques dinosaures et affronta la Panthère noire, Spider-Man et Ka-Zar. Dans le combat, il tomba dans une rivière.
Des mois plus tard, il refit surface et fit du chantage à Connors pour qu'il l'aide à voler des restes de dinosaures dans un musée. Mais le Lézard affronta le savant fou, et Spider-Man intervint, plaçant le monstre en hibernation grâce au froid.
On revit Stegron quelques mois après. Il se réveilla et erra dans NYC, sous forme humaine. Lors d'un combat entre le Vautour et Spider-Man, il retrouva ses pouvoirs et s'allia aux ennemis du Tisseur (Hardshell, Strikeback, Boomerang, et le Docteur Octopus entre autres). Stegron fut vaincu et livré aux autorités.
Il réussit à s'enfuir et trouva refuge dans la Terre sauvage. Il chercha à s'emparer d'installations du SHIELD et fut de nouveau endormi, par la Panthère noire et Thunderstrike.
À son réveil, il affronta Ka-Zar, Shanna et Spider-Man, en mission pour le SHIELD. Dans leur lutte, Stegron reçut l'aide de Chtylok. Les héros finalement lui vinrent en aide quand ils virent qu'il cherchait à protéger la Terre sauvage de la Roxxon Oil Company. Il fut laissé en liberté et vécut quelques années en paix.
Lors d'un voyage vers le Cercle Arctique, il découvrit la Pierre de Vie et reprit peu à peu sa forme de monstre, quand il revint à NYC. Il chercha de nouveau à faire régresser l'humanité, et de nombreux super-héros ou super-vilains en connexion avec le monde animal (la Chatte, le Puma...) furent affectés par son pouvoir. Spider-Man réussit à vaincre Stegron, et la Pierre de Vie fut mise en lieu sûr par les Fantastic Four.

## Apparence
Stegron ressemble fortement à un Stegosaurus bipède. Il possède les plaques sur le dos, et les épines au bout de sa queue, tout comme le dinosaure dont il est inspiré.

## Pouvoirs
- Sous sa forme reptilienne, Stegron possède une force et une rapidité surhumaines. Il pèse alors près de 300 kg.
- Sa queue lui sert à fouetter ses ennemis.
- Sa peau écailleuse orange le protège des balles et résiste aux impacts.
- Stegron possède le pouvoir de contrôler les dinosaures à proximité. Il peut aussi manipuler la partie reptilienne des cerveaux.
- Créature à sang froid, il est vulnérable au froid et risque de tomber en hibernation s'il reste trop longtemps dans une zone gelée.
- Stegron est un brillant scientifique, spécialisé en génétique.